# Josep Ramis d'Ayreflor i Rosselló
Josep Ramis d'Ayreflor i Rosselló   (Palma, 7 de desembre de 1893 - 25 de novembre de 1976) ho va ser tot en l'Alfonso XIII, des de jugador destacat (hi va ser dues temporades) fins a president.
Nascut a Palma el 7 de desembre de 1893, ciutat on morí el 25 de novembre de 1976, Josep Ramis de Ayreflor va ser un prestigiós advocat, primer, i magistrat, després. Retirat del futbol actiu el 1920, aquest mateix any va succeir Moner en la presidència de l'Alfonso XIII, en uns moments de crisi que només la seva moderació i la seva resolució varen aconseguir salvar. En el seu haver cal ressaltar el fitxatge del primer entrenador estranger en la història per dirigir a l'Alfonso XIII (l'anglès Jack Greenwell només havia estat, contractat el 1916 per fer unes classes particulars), un txec anomenat Jozsef Ferri, un antic jugador del Sparta de Praga que a Palma coneixien, sense que se sàpiga bé per què, potser perquè feia més estranger, com a Zaubek.
Fou un dels socis fundadors de l'Alfonso XIII, i tercer president del club.